# Majbølle Mølle
Majbølle Mølle er en vindmølle af typen hollandsk vindmølle med galleri, opført i 1896 og beliggende ved Farø-motorvejen ved frakørselen til Guldborg på Lolland. Den malede korn indtil 1982, dog i mindre omfang end i tiden før 2. verdenskrig. I 1982 blev møllen overdraget til Majbølle Møllelaug af Gunnar og Grethe Rasmussen, møllens sidste møllerpar. I årene 1982-1989 blev den restaureret, hvorefter den blev genåbnet af Prins Henrik. Møllen ejes af Majbølle Møllelaug, som er en selvejende institution.
Møllen var oprindelig en stubmølle, og fungerede som sådan i årene 1612-1896. I 1896 blev den nuværende, mere effektive Hollændermølle bygget på stubmøllens sted.
Undermøllen er bygget i grundmur og har gennemkørsel, mens den ottekantede overmølle er i træ med spåndækning. Møllen har en løgformet hat, som ligeledes er beklædt med spån. Møllen krøjer med svans og vingerne har hækværk, udstyret med sejl.
I møllen er der i dag en udstilling af gamle redskaber i forrummet, og på mølleloftet en som viser møllens restaurering. I kornmagasinet er der møde- og udstillingsrum.